# ورزشگاه یادبود چارلز ابلا
ورزشگاه یادبود چارلز ابلا (به لاتین: Charles Abela Memorial Stadium) یک ورزشکاه فوتبال در مالت است که در موستا واقع شده‌است.